# 第二大場川
第二大場川（だいにおおばがわ）は、埼玉県三郷市を流れる利根川水系の一級河川。

## 概要
準用河川である上第二大場川がJR武蔵野線を越えた先で名称を変えて起点となる。三郷中央駅周辺の区画整理地内を流れながら、大場川の右岸側を並行する。三郷放水路に直角にぶつかったところで東に曲がり、三郷放水路に並行して流れ大場川に合流する。合流点から450メートルまでの三郷放水路沿いの流路は、国の管理区間である。水害対策として上流に吉川駅南調節池、下流に栄調節池がある。また、埼玉県の水辺再生100プラン事業の下、河岸が整備された親しみやすい川へ向けた事業が三郷市彦倉付近において行われている。

## 支流
- 上第二大場川 - 準用河川
- 下第二大場川 - 準用河川、三郷放水路の建設により分断されて首なし川となった第二大場川の下流部。

## 橋梁
- 名称不明
- 道庭美南橋（武蔵野線通り）
- 名称不明
- 第二彦糸橋
- 名称不明
- 第二彦音橋
- 名称不明
- （新三郷駅前通）
- 名称不明
- 第二彦成橋
- 名称不明
- 駒形新橋（埼玉県道・千葉県道29号草加流山線）
- 駒形橋
- 名称不明
- （記念碑通）
- 名称不明
- 蓮沼橋
- 北美橋（常磐自動車道側道）
- （常磐自動車道）
- 笹塚橋（常磐自動車道側道）
- 茂沢橋
- 幸和橋
- 幸谷人道橋
- 三郷橋（埼玉県道376号上笹塚谷口線）
- 北通り橋
- におどり公園橋
- 首都圏新都市鉄道つくばエクスプレス
- せせらぎ橋
- 南通り橋
- 晴見橋
- 第二大場橋
- 八丁堀橋
- 八丁堀歩道橋
- 新大膳橋（埼玉県道21号三郷松伏線）

## 河川施設
- 吉川駅南調節池
- 彦野調節池
- 栄調節池

## 流域の施設
- 吉川美南駅
- みさと団地
- 三郷市立立花小学校
- 埼玉県立三郷工業技術高等学校
- 埼玉県立三郷特別支援学校
- 新三郷浄水場
- 三郷市立北中学校
- 番匠免運動公園
- 三郷市立幸房小学校
- 三郷市総合体育館
- 中川水循環センター
- 三郷浄水場
- 三郷市役所
- 埼玉県立三郷高等学校
- 三郷市消防本部
- 三郷郵便局
- 三郷市立図書館
- ザ・ライオンズ三郷中央
- 三郷中央駅
- キヤノンファインテックニスカ本社開発センター
- 三郷市立新和小学校